# Campeonato Europeo de Gimnasia Rítmica de 2025
El XLI Campeonato Europeo de Gimnasia Rítmica se celebró en Tallin (Estonia) entre el 4 y el 8 de junio de 2025 bajo la organización de la Unión Europea de Gimnasia (UEG) y la Federación Estonia de Gimnasia.
Las competiciones se realizaron en la Unibet Arena de la capital estonia. 

## Resultados
| Evento                                     | Oro | Plata | Bronce |
| ------------------------------------------ | --- | --- | --- |
| Concurso completo ind. (07.06)             | Taisiya Onofrichuk · Ucrania · 117,800 pts. | Stiliana Nikolova Bulgaria 116,700 pts. | Darja Varfolomeev · Alemania · 115,150 pts. |
| Pelota (08.06)                             | Stiliana Nikolova Bulgaria 29,800 | Anastasia Simakova · Alemania · 28,700 | Meital Sumkin Israel 28,600 |
| Mazas (08.06)                              | Stiliana Nikolova Bulgaria 30,400 | Taisiya Onofrichuk · Ucrania · 30,400 | Sofia Raffaeli · Italia · 29,400 |
| Cinta (08.06)                              | Darja Varfolomeev · Alemania · 30,650 | Meital Sumkin Israel 29,550 | Taisiya Onofrichuk · Ucrania · 29,500 |
| Aro (08.06)                                | Stiliana Nikolova Bulgaria 30,300 | Sofia Raffaeli · Italia · 30,050 | Taisiya Onofrichuk · Ucrania · 29,850 |
| Conjuntos 5 con cinta (08.06)              | España · Inés Bergua · Andrea Corral · Andrea Fernández · Lucía Muñoz · Salma Solaun · 25,300 | Francia Maëlys Laporte Justine Lavit Salomé Lozano Leon Naïa Okasha Margaux Sol 24,650 | Italia · Chiara Badii · Alexandra Naclerio · Laura Paris · Giulia Segatori · Sofia Sicignano · 23,800                                                                    |
| Conjuntos 3 con pelota + 2 con aro (08.06) | España · Inés Bergua · Andrea Corral · Marina Cortelles · Andrea Fernández · Lucía Muñoz · 27,700                                                                                                  | Ucrania · Yelyzaveta Azza · Diana Bayeva · Valeriya Peremeta · Kira Shyrykina · Olexandra Yushchak · 26,250                                                                                 | Alemania · Melanie Dargel · Olivia Falk · Helena Ripken · Anna-Maria Shatokhin · Emilia Wickert · 25,350                                                                 |
| Conjuntos concurso completo (07.06)        | España · Inés Bergua · Andrea Corral · Marina Cortelles · Andrea Fernández · Lucía Muñoz · Salma Solaun · 53,800                                                                                   | Israel Maya Gamliel Agam Guev Arina Gvozdetskaya Varvara Salenkova Lian Suharevich Kristina Ternovski 49,500                                                                                | Hungría · Júlia Farkas · Fruzsina Grek · Mandula Mészáros · Dalma Pesti · Dóra Szabados · Mónika Urbán-Szabó · 48,150                                                    |
| Concurso completo por equipos (08.06)      | Italia · Individual · Tara Dragas · Sofia Raffaeli · Alice Taglietti · Conjunto · Chiara Badii · Alexandra Naclerio · Serena Ottaviani · Laura Paris · Giulia Segatori · Sofia Sicignano · 273,850 | Ucrania · Individual · Polina Karika · Taisiya Onofrichuk · Conjunto · Yelyzaveta Azza · Diana Bayeva · Anastasiya Ikan · Valeriya Peremeta · Kira Shyrykina · Olexandra Yushchak · 271,300 | Israel Individual Daniela Munits Lian Rona Meital Sumkin Conjunto Maya Gamliel Agam Guev Arina Gvozdetskaya Varvara Salenkova Lian Suharevich Kristina Ternovski 270,150 |

## Medallero
| Núm. | País     | Oro | Plata | Bronce | Total |
| ---- | -------- | --- | ----- | ------ | ----- |
| 1    | Bulgaria | 3   | 1     | 0      | 4     |
| 2    | España   | 3   | 0     | 0      | 3     |
| 3    | Ucrania  | 1   | 3     | 2      | 6     |
| 4    | Alemania | 1   | 1     | 2      | 4     |
| 4    | Italia   | 1   | 1     | 2      | 4     |
| 6    | Israel   | 0   | 2     | 2      | 4     |
| 7    | Francia  | 0   | 1     | 0      | 1     |
| 8    | Hungría  | 0   | 0     | 1      | 1     |
|      | TOTAL    | 9   | 9     | 9      | 27    |